# Igreja Matriz de Ourique
A Igreja Matriz de Ourique, igualmente conhecida como Igreja Matriz de Santa Maria, é um monumento religioso na vila de Ourique, na região do Alentejo, em Portugal.

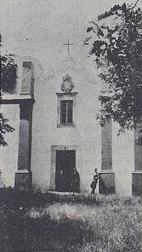
Fotografia da igreja, publicada na obra Album Alentejano, de 1931.

## Descrição e história
O imóvel integra-se nos estilos maneirista, barroco e rococó. A influência rococó é visível no remate da fachada principal, onde se destaca igualmente o elemento das armas reais. A frontaria é ladeada por torres sineiras. Nas imediações da igreja encontra-se um miradouro, construído sobre as ruínas do Castelo de Ourique.
A igreja foi reconstruída no século XVIII, por ordem do rei D. João V. Substituiu um santuário mais antigo, cujos alicerces poderão ter sido descobertos em 2018, durante trabalhos de requalificação da Praça da Município.
Em meados de 2021, a igreja foi alvo de obras de restauro por parte da Santa Casa da Misericórdia de Ourique, com o apoio da autarquia, que incluíram o conserto do telhado e a pintura total do edifício.